# Liste der Kreisstraßen in Landshut
Die Liste der Kreisstraßen in Landshut ist eine Auflistung der Kreisstraßen in der bayerischen Stadt Landshut mit deren Verlauf. 

## Abkürzungen
- LA Kreisstraße im Landkreis Landshut
- LAs: Kreisstraßen in der kreisfreien Stadt Landshut
- St: Staatsstraße in Bayern

## Liste
Nicht vorhandene bzw. nicht nachgewiesene Kreisstraßen werden in Kursivdruck gekennzeichnet, ebenso Straßen und Straßenabschnitte, die unabhängig vom Grund (Herabstufung zu einer Gemeindestraße oder Höherstufung) keine Kreisstraßen mehr sind.
Der Straßenverlauf wird in der Regel von Nord nach Süd und von West nach Ost angegeben.
| Nr. LAs | Verlauf |
| ------- | --- |
| LAs 14  | St 2045 – Am Lurzenhof – Auloh – Schwaig – Entenau – Dimau – Wolfsteinerau – Stadtgrenze – (LA 14 im Landkreis Landshut)                                    |
| LAs 19  | (LA 19 im Landkreis Landshut) – Stadtgrenze – Feichtmaier – Gündlkoferau – St 2045                                                                          |
| LAs 26  | (LA 26 im Landkreis Landshut) – Stadtgrenze – Am Hascherkeller – Am Banngraben – St 2143 – Straubinger Straße – Stadtgrenze – (LA 26 im Landkreis Landshut) |
| LAs 52  | (LA 52 im Landkreis Landshut) – Stadtgrenze – Parkstraße – Oberndorferstraße – Ergoldinger Straße – Siemensstraße –                                         |